# George Avery
Gordon George Avery  (ur. 11 lutego 1925 w Moree, zm. 22 września 2006 w Wollongong) – australijski lekkoatleta (trójskoczek), wicemistrz olimpijski z 1948.
Na igrzyskach olimpijskich w 1948 w Londynie zdobył srebrny medal w trójskoku, za Arne Åhmanem ze Szwecji, a przed Ruhim Sarıalpem z Turcji.
Był mistrzem Australii w trójskoku oraz wicemistrzem w skoku w dal w 1948, a także wicemistrzem w obu tych konkurencjach w 1949.
Zmarł we wrześniu 2006, został pochowany na cmentarzu Bulli General. W sierpniu 2012 jego prochy zostały rozsypane na stadionie olimpijskim w Londynie.